# Морис Кентен де ла Тур
Морис Кентен де ла Тур (Сен Кентен, 5. септембар 1704 — Сен Кентен, 17. фебруар 1788) био је француски сликар. Стварао је у периоду рококоа. Познат је као портретиста који је првенствено радио са пастелима. Међу  најпознатијим људима које је портретисао били су Волтер, Русо, Луј XV  и мадам Помпадур.

## Биографија
Морис Кентен де ла Тур је рођен као трећи син музичара Франсоа де ла Тура. Франсоа је био из Лаона и био је син мајстора зидара, Жана де ла Тура, од Лаона и Сен Кентена, који је умро 1674. Франсоа де ла Тур је очигледно био трубач пуковније и музичар саборне цркве Сен Кентена. У народу се наводило да није одобравао што се његов син бави уметношћу, али нема ничега што би то подржало. Према Франсоа Марандеу 2002. године, за младог Мориса, код сликара Дупуч, договорено је шегртовање од 12. октобра 1719. године, али се не зна када је овај уговор раскинут. Мало се зна о његовом пореклу све док, када је имао једва деветнаест година, није отишао у Париз на неодређено вријеме, бежећи од индискреције у вези са својом рођаком. Након кратког путовања у Енглеску 1725, вратио се у Париз 1727, где је био охрабрен да почне да ради као портретиста. Његов најранији познати портрет био је портрет Волтера.
Године 1737, у Париском салону, де Ла Тур је изложио портрете госпође Буше, супруге сликара Франсоа Бушеа, и l'Auteur qui rit или Аутопортрет, који се смеје (Лувр), први у низу 150 портрета који су служили као једна од слава Париског салона наредних 36 година. Сликар Жозеф Дукро је тврдио да је његов једини ученик (иако је то мало вероватно). Дана 25. маја 1737, де ла Тур је званично призна од Краљевске академије за сликарство и скулптуру и убрзо је привукао пажњу француског двора. Према појединим ауторима, имао је стан у Палати Лувр.
Савремени извештаји описују сликарову природу као живахну, расположену, али ексцентричну. На многим својим аутопортретима он себе приказује како се смеје из кадра ка посматрачу. Међутим, пошто је био претерано нервозан и захтеван, он је такође описан као неко ко превише уређује своја дела.
Како се богатство де ла Тура повећавало од наруџби портрета и других слика, тако је расла и његова филантропија: основао је школу за цртање у свом родном месту као и донирао сиромашне жене у заточеништву, инвалиде и старе занатлије и уметнике. Такође је био саветник и добротвор Краљевске академије за сликарство и вајарство у Паризу и Академије наука Амијена.
Пред крај живота је био затворен у свој дом и стављен на бригу о свом брату, Жан-Франсоа, због озбиљне менталне болести, повукао се са 80 година у Сен Кентен, где је умро без тестамента у 83. години.

## Галерија
- Де ла Тур на новчаници од 50 франака коју је издала Банка Француске 1978.
- Волтер
- мадам Помпадур
- Жан Жак Русо
- Жан ле Рон д'Аламбер
- Емили ди Шатле
- Марија Лешћинска
- Изабел де Шаријер (1766)
- Хенри Бенедикт Стјуарт
- Чарлс Луј Август Фоке
- Луј XV
- Елизабет Феранд размишља о њутну
- Жак Думон ле Ромен
- Мориц Саксонск
- Портрет Габријел Бернар де Рјо
- Жан-Жозеф де Мондонвил
- Изабел де Шаријер
- Мари Фел